# United Soccer League 2015
Nel 2015 la United Soccer Leagues Professional Division semplifica il proprio nome in United Soccer League. Il campionato, giunto alla sua quinta edizione, ha avuto un deciso aumento delle partecipanti, grazie all'arrivo di sei nuovi club e di sette squadre riserve di club della MLS. Nonostante gli addii di Orlando City (ammesso in MLS), Dayton Dutch Lions e Charlotte Eagles (sostituiti dai concittadini Independence) si sono raggiunte le ventiquattro unità complessive. Questa crescita del numero di squadre ha portato la lega a puntare a uno sviluppo complessivo del torneo, con la modifica del logo e il tentativo di recuperare il riconoscimento come secondo livello della piramide calcistica nordamericana, a scapito della NASL.

## Formula
Visto l'aumento del numero di squadre iscritte, da questa stagione è stata introdotta la divisione in due conference, la “Western Conference” e la “Eastern Conference”, su base geografica. Ogni squadra incontra due volte, una in casa e una in trasferta, le altre della stessa conference, in più vengono giocati altri sei incontri con le proprie rivali geografiche, per un totale di ventotto partite di stagione regolare. Vengono assegnati tre punti per ogni vittoria e un punto per ogni pareggio. Sei squadre per ogni conference danno vita a dei play-off per stabilire la vincitrice del campionato. Le prime due di ogni conference si qualificano direttamente per i quarti di finale, mentre le squadre dal terzo al sesto posto disputano un turno preliminare. Tutti i turni si svolgono in gara unica sul campo della squadra meglio piazzata.
Alla squadra con più punti al termine della stagione regolare viene assegnata la Commissioner's Cup.

## Squadre partecipanti
| Club                         | Città            | Stato                   | Stadio                          | Capacità | Affiliazione MLS    |
| ---------------------------- | ---------------- | ----------------------- | ------------------------------- | -------- | ------------------- |
| Arizona United               | Phoenix          | Arizona                 | Scottsdale Stadium              | 12.000   | FC Dallas           |
| Austin Aztex                 | Austin           | Texas                   | House Park                      | 6.000    | Columbus Crew       |
| Charleston Battery           | Charleston       | Carolina del Sud        | Blackbaud Stadium               | 5.100    | Houston Dynamo      |
| Charlotte Independence       | Charlotte        | Carolina del Nord       | Ramblewood Soccer Complex       | 3.500    | Colorado Rapids     |
| Colorado Springs Switchbacks | Colorado Springs | Colorado                | Sand Creek Stadium              | 3.500    |                     |
| Harrisburg City I.           | Harrisburg       | Pennsylvania            | Skyline Sports Complex          | 4.000    | Philadelphia Union  |
| Ventura County               | Los Angeles      | California              | Campo presso lo StubHub Center  | 2.000    | LA Galaxy           |
| Louisville City              | Louisville       | Kentucky                | Louisville Slugger Field        | 8.000    | Orlando City        |
| FC Montréal                  | Montréal         | Québec (Canada)         | Campo presso lo Stade Saputo    | -        | Montréal Impact     |
| N.Y. Red Bulls II            | New York         | New York                | Columbia Soccer Stadium         | 3.500    | N.Y. Red Bulls      |
| OKC Energy                   | Oklahoma City    | Oklahoma                | Taft Stadium                    | 7.500    | Sporting K.C.       |
| OC Blues                     | Irvine           | California              | Anteater Stadium                | 2.500    |                     |
| Pittsburgh Riverhounds       | Pittsburgh       | Pennsylvania            | Highmark Stadium                | 3.500    |                     |
| Portland Timbers 2           | Portland         | Oregon                  | Merlo Field                     | 4.892    | Portland Timbers    |
| Real Monarchs                | Sandy            | Utah                    | Rio Tinto Stadium               | 20.213   | Real Salt Lake      |
| Richmond Kickers             | Richmond         | Virginia                | City Stadium                    | 22.000   | D.C. United         |
| Rochester Rhinos             | Rochester        | New York                | Sahlen's Stadium                | 13.768   | N.E. Revolution     |
| Sacramento Republic          | Sacramento       | California              | Bonney Field                    | 8.000    | S.J. Earthquakes    |
| Saint Louis FC               | Saint Louis      | Missouri                | St. Louis Soccer Park           | 6.200    | Chicago Fire        |
| Seattle Sounders 2           | Seattle          | Washington              | Starfire Sports Complex         | 4.500    | Seattle Sounders    |
| Toronto FC II                | Toronto          | Ontario (Canada)        | Ontario Soccer Centre (Vaughan) | 3.500    | Toronto FC          |
| Tulsa Roughnecks             | Tulsa            | Oklahoma                | Oneok Field                     | 7.833    |                     |
| Vancouver Whitecaps II       | Vancouver        | Columbia Brit. (Canada) | Thunderbird Stadium             | 3.500    | Vancouver Whitecaps |
| Wilmington Hammerheads       | Wilmington       | Carolina del Nord       | Legion Stadium                  | 6.000    | New York City       |

## Classifiche regular season
Eastern Conference
|  | Pos. | Squadra                | Pt | G  | V  | N  | P  | GF | GS | DR  |
|  | ---- | ---------------------- | -- | -- | -- | -- | -- | -- | -- | --- |
|  | 1.   | Rochester Rhinos       | 61 | 28 | 17 | 10 | 1  | 40 | 15 | +25 |
|  | 2.   | Louisville City        | 48 | 28 | 14 | 6  | 8  | 55 | 34 | +21 |
|  | 3.   | Charleston Battery     | 46 | 28 | 12 | 10 | 6  | 43 | 28 | +15 |
|  | 4.   | N.Y. Red Bulls II      | 42 | 28 | 12 | 6  | 10 | 46 | 45 | +1  |
|  | 5.   | Pittsburgh Riverhounds | 41 | 28 | 11 | 8  | 9  | 53 | 42 | +11 |
|  | 6.   | Richmond Kickers       | 41 | 28 | 10 | 11 | 7  | 41 | 35 | +6  |
|  | 7.   | Charlotte Independence | 40 | 28 | 10 | 10 | 8  | 38 | 35 | +3  |
|  | 8.   | Harrisburg City I.     | 39 | 28 | 11 | 6  | 11 | 49 | 53 | -4  |
|  | 9.   | Saint Louis FC         | 33 | 28 | 8  | 9  | 11 | 30 | 40 | -10 |
|  | 10.  | FC Montréal            | 28 | 28 | 8  | 4  | 16 | 32 | 46 | -14 |
|  | 11.  | Toronto FC II          | 23 | 28 | 6  | 5  | 17 | 26 | 52 | -26 |
|  | 12.  | Wilmington Hammerheads | 19 | 28 | 3  | 10 | 15 | 22 | 42 | -20 |

Western Conference
|  | Pos. | Squadra                      | Pt | G  | V  | N | P  | GF | GS | DR  |
|  | ---- | ---------------------------- | -- | -- | -- | - | -- | -- | -- | --- |
|  | 1.   | OC Blues                     | 47 | 28 | 14 | 5 | 9  | 38 | 34 | +4  |
|  | 2.   | OKC Energy                   | 47 | 28 | 13 | 8 | 7  | 44 | 36 | +8  |
|  | 3.   | Colorado Springs Switchbacks | 46 | 28 | 14 | 4 | 10 | 53 | 35 | +18 |
|  | 4.   | Sacramento Republic          | 46 | 28 | 13 | 7 | 8  | 43 | 31 | +12 |
|  | 5.   | Ventura County               | 45 | 28 | 14 | 3 | 11 | 39 | 31 | +8  |
|  | 6.   | Seattle Sounders 2           | 42 | 28 | 13 | 3 | 12 | 45 | 42 | +3  |
|  | 7.   | Tulsa Roughnecks             | 39 | 28 | 11 | 6 | 11 | 49 | 46 | +3  |
|  | 8.   | Portland Timbers 2           | 35 | 28 | 11 | 2 | 15 | 38 | 45 | -7  |
|  | 9.   | Austin Aztex                 | 33 | 28 | 10 | 3 | 15 | 32 | 41 | -9  |
|  | 10.  | Arizona United               | 32 | 28 | 10 | 2 | 16 | 31 | 55 | -24 |
|  | 11.  | Vancouver Whitecaps II       | 30 | 28 | 8  | 6 | 14 | 39 | 53 | -14 |
|  | 12.  | Real Monarchs                | 29 | 28 | 7  | 8 | 13 | 32 | 42 | -10 |

## Play-off
Primo turno
| Squadra 1                    | Risultato   | Squadra 2              |
| ---------------------------- | ----------- | ---------------------- |
| N.Y. Red Bulls II            | 4 - 2 (dts) | Pittsburgh Riverhounds |
| Charleston Battery           | 2 - 1 (dts) | Richmond Kickers       |
| Colorado Springs Switchbacks | 2 - 0       | Seattle Sounders 2     |
| Sacramento Republic          | 0 - 1       | Ventura County         |

Tabellone
|  | Quarti di finale             | Quarti di finale             | Quarti di finale |                 |                        | Semifinali             | Semifinali | Semifinali |  |  | Finale | Finale | Finale |  |
|  |                              |                              |                  |                 |                        |                        |            |            |  |  |        |        |        |  |
|  | Rochester Rhinos             | Rochester Rhinos             | 2                |                 |                        |                        |            |            |  |  |        |        |        |  |
|  | Rochester Rhinos             | Rochester Rhinos             | 2                |                 |                        |                        |            |            |  |  |        |        |        |  |
|  | N.Y. Red Bulls II            | N.Y. Red Bulls II            | 0                |                 |                        |                        |            |            |  |  |        |        |        |  |
|  | N.Y. Red Bulls II            | N.Y. Red Bulls II            | 0                |                 | Rochester Rhinos       | Rochester Rhinos       | 1          |            |  |  |        |        |        |  |
|  |                              |                              |                  |                 | Rochester Rhinos       | Rochester Rhinos       | 1          |            |  |  |        |        |        |  |
|  |                              |                              | Louisville City  | Louisville City | 0                      |                        |            |            |  |  |        |        |        |  |
|  | Louisville City (dts)        | Louisville City (dts)        | Louisville City  | Louisville City | 0                      | 2                      |            |            |  |  |        |        |        |  |
|  | Louisville City (dts)        | Louisville City (dts)        |                  |                 |                        |                        |            |            |  |  |        |        |        |  |
|  | Charleston Battery           | Charleston Battery           | 0                |                 |                        |                        |            |            |  |  |        |        |        |  |
|  | Charleston Battery           | Charleston Battery           | 0                |                 | Rochester Rhinos (dts) | Rochester Rhinos (dts) | 2          |            |  |  |        |        |        |  |
|  |                              |                              |                  |                 |                        |                        |            |            |  |  |        |        |        |  |
|  |                              |                              | Ventura County   | Ventura County  | 1                      |                        |            |            |  |  |        |        |        |  |
|  | OKC Energy (dtr)             | OKC Energy (dtr)             | Ventura County   | Ventura County  | 1                      | 2 (4)                  |            |            |  |  |        |        |        |  |
|  | OKC Energy (dtr)             | OKC Energy (dtr)             |                  |                 |                        |                        |            |            |  |  |        |        |        |  |
|  | Colorado Springs Switchbacks | Colorado Springs Switchbacks | 2 (3)            |                 |                        |                        |            |            |  |  |        |        |        |  |
|  | Colorado Springs Switchbacks | Colorado Springs Switchbacks | 2 (3)            |                 | OKC Energy             | OKC Energy             | 1          |            |  |  |        |        |        |  |
|  |                              |                              |                  |                 | OKC Energy             | OKC Energy             | 1          |            |  |  |        |        |        |  |
|  |                              |                              | Ventura County   | Ventura County  | 2                      |                        |            |            |  |  |        |        |        |  |
|  | OC Blues                     | OC Blues                     | Ventura County   | Ventura County  | 2                      | 0                      |            |            |  |  |        |        |        |  |
|  | OC Blues                     | OC Blues                     |                  |                 |                        |                        |            |            |  |  |        |        |        |  |
|  | Ventura County               | Ventura County               | 2                |                 |                        |                        |            |            |  |  |        |        |        |  |

## Verdetti
- Rochester Rhinos Campione USL 2015 (primo titolo)
- Rochester Rhinos Vincitore Commissioner's Cup 2015